# Polders tussen Lamswaarde en Hulst
De Polders tussen Lamswaarde en Hulst vormen een poldercomplex waarvan de kern bestaat uit Oudlandpolders.
De Abdij van Boudelo bezat het uithof Lamsweerde, gelegen tussen de buurtschap Molenhoek en Terhole, nabij de Polsvliet, vroeger Dullaertkreek genaamd.
Reeds in 1226 waren de monniken aldaar bezig met het inpolderen van het daar aanwezige schor. Aldus ontstond het volgende aaneengesloten complex van polders:
- Hoof- en Molenpolder
- Mispadpolder
- Oudelandpolder
- Eekenissepolder
- Vitshoekpolder
- Stoofpolder

Verdere polders zijn:
- Dullaertpolder
- Havenpolder
- Ser-Pauluspolder
- Westvogelpolder
- Oostvogelpolder

Sommige polders zijn ontstaan door herdijkingen na de inundatie van 1585, terwijl in het oorspronkelijke oudlandcomplex de meeste tussendijken werden geslecht. Hierdoor zijn de poldergrenzen niet altijd meer goed herkenbaar. Bovendien vond van 1963-1966 de ruilverkaveling "Stoppeldijk" plaats, waarbij ook de uit de Middeleeuwen stammende kavelindeling verdween.
Burghpolder · Clinge- en Kieldrechtpolders · Clingepolder · Dullaertpolder · Eekenissepolder · Graauwsche Polders · Havenpolder · Hertogin Hedwigepolder · Hoof- en Molenpolder · Hooglandpolder · Kieldrechtpolders · Kievitpolder · Kleine Molenpolder · Koningin Emmapolder · Langendampolder · Louisapolder · Mariapolder (Hulst) · Melopolder · Mispadpolder · Molenpolder (Hulst) · Nijspolder · Noordhofpolder · Oude Graauwpolder · Oudelandpolder · Polders tussen Lamswaarde en Hulst · Polders van Hontenisse en Ossenisse · Saaftingepolders · Saeftingepolder · Ser-Pauluspolder · Stoofpolder · Van Alsteinpolder · Vitshoek · Willem-Hendrikspolder · Zandpolder · Zoutepolder